# 市村菊子

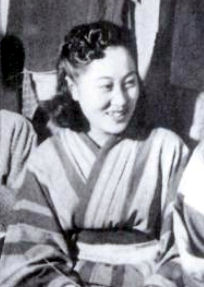
市村菊子（1940年）

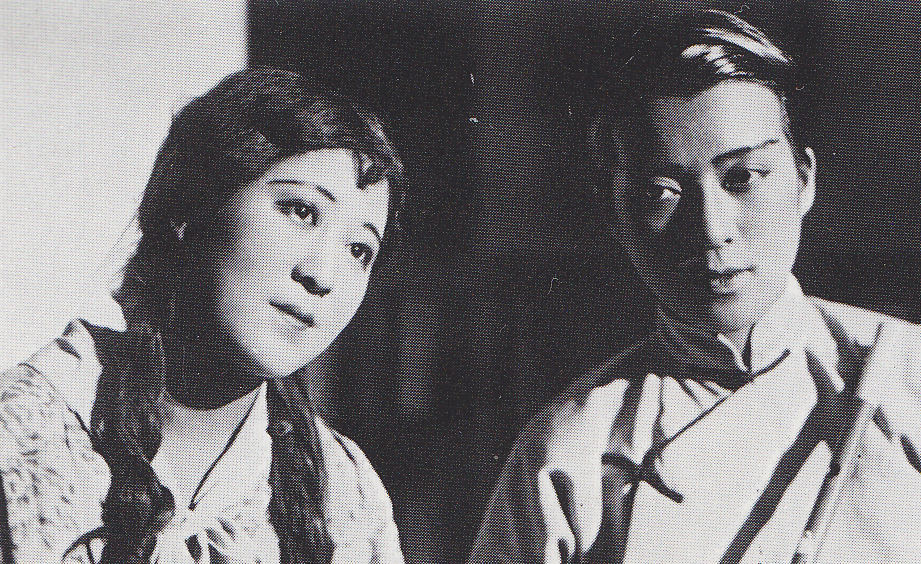
主演した『散りゆく花』にて、オリエ津阪（右）と。

市村 菊子（いちむら きくこ）は、元松竹歌劇団の娘役。
本名は中村重子（旧姓・酒井）。実家は東京府文京区千駄木で理容店を営んでいた。1931年、松竹少女歌劇部（後の松竹歌劇団）に第9期生として入部。芸名は歌舞伎役者の十五代目市村羽左衞門と六代目尾上菊五郎にあやかったものだった。翌1932年には8人を選抜したグループ「ジェルモン・シスターズ」の一員となり、1933年6月に劇団で勃発した「桃色争議」終結からの初上演となった『散りゆく花』では、主演のオリエ津阪の相手役として出演した。1938には水の江瀧子らと日中戦争従軍兵士の慰問興行に参加。翌年に発表された団員の序列では水の江を筆頭とする15人の「幹部」に名を連ね、序列第6位とされている。
1942年2月、実家の客であった千明賢治（千明牧場々主）の紹介で、日本競馬会に所属していた騎手の中村広と結婚。12月には後に日本中央競馬会の調教師となる長男・貢を出産した。貢は1988年に心筋梗塞で急死したが、夫の広は騎手引退後の調教師生活も全うし、1993年に定年引退。ホテルオークラで催された「感謝の集い」には夫婦で出席した。